# Callianthemum pimpinelloides
Callianthemum pimpinelloides là một loài thực vật có hoa trong họ Mao lương. Loài này được (D.Don ex Royle) Hook.f. & Thomson mô tả khoa học đầu tiên năm 1855.